# リッチランド郡 (サウスカロライナ州)
リッチランド郡（英: Richland County）は、アメリカ合衆国サウスカロライナ州の中央部に位置する郡である。人口は41万6147人（2020年）。郡庁所在地は州都コロンビア。サウスカロライナ州の人口重心が郡内にある。リッチランド郡はコロンビア都市圏に属している。

## 歴史
リッチランド郡はその肥沃な土地に因んで名付けられたと考えられている。1785年に広大なカムデン地区から分離して設立された。後の1791年にカーショー郡を設立するために郡域の小部分を割譲した。1786年、それまでチャールストン市にあった州都を、州の中央に近い場所に移すことを州議会が決めた。地理的重心にあるリッチランド郡が選ばれ、新しい町、コロンビアが造られた。周辺にあったプランテーションから綿花がコロンビアを通って積み出され、後にはコロンビアに繊維工場ができた。南北戦争の間の亜865年2月17日、ウィリアム・シャーマン将軍がコロンビア市を占領し、その兵士が町と郡の一部を焼いた。1917年、郡内にジャクソン砦が設立された。アメリカ陸軍では最大かつ活動的な初年兵訓練センターになっている。

## 郡政府
リッチランド郡は11人の委員による郡政委員会によって統治されている。委員の任期は4年間である。形式としては郡政委員会・管理官方式であり、委員会マネジャー方式に大変よく似ているが、最も大きな違いは主席行政官の肩書きである。
2008年3月、リッチランド保安官部は0.50口径機関銃を装備した装甲兵員輸送車を取得した。その装備は雑誌「リーズン」から過剰装備だと批判された。

## 地理
アメリカ合衆国国勢調査局に拠れば、郡域全面積は772平方マイル (2,000 km2)であり、このうち陸地756平方マイル (1,960 km2)、水域は15平方マイル (39 km2)で水域率は1.98%である。位置的にはサウスカロライナ州の中央にある。

### 自治体
郡内には自治体が5つある。州都コロンビア市とフォレストエイカーズ市、およびアーモ、ブライスウッド、イーストオーバーの各町である。
教育学区は3つあり、第1、第2地区およびリッチランド・レキシントン第5地区である。

### 隣接する郡
- フェアフィールド郡 - 北
- カーショー郡 - 北東
- サムター郡 - 東
- カルフーン郡 - 南
- レキシントン郡 - 西
- ニューベリー郡 - 北西

### 国立保護地域
- コンガリー国立公園

## 人口動態
以下は2000年国勢調査による人口統計データである。
| 基礎データ - 人口: 320,677人 - 世帯数: 120,101 世帯 - 家族数: 76,384 家族 - 人口密度: 164人/km2（424人/mi2） - 住居数: 129,793軒 - 住居密度: 66軒/km2（172軒/mi2） 人種別人口構成 - 白人: 50.29% - アフリカン・アメリカン: 45.16% - ネイティブ・アメリカン: 0.24% - アジア人: 1.72% - 太平洋諸島系: 0.08% - その他の人種: 1.16% - 混血: 1.355% - ヒスパニック・ラテン系: 2.72% 年齢別人口構成 - 18歳未満: 24.2% - 18-24歳: 13.8% - 25-44歳: 31.6% - 45-64歳: 20.6% - 65歳以上: 9.8% - 年齢の中央値: 33歳 - 性比（女性100人あたり男性の人口） - 総人口: 93.2 - 18歳以上: 89.8 | 世帯と家族（対世帯数） - 18歳未満の子供がいる: 31.5% - 結婚・同居している夫婦: 43.7% - 未婚・離婚・死別女性が世帯主: 16.3% - 非家族世帯: 36.4% - 単身世帯: 29.1% - 65歳以上の老人1人暮らし: 7.3% - 平均構成人数 - 世帯: 2.44人 - 家族: 3.05人 収入と家計 - 収入の中央値 - 世帯: 39,961米ドル - 家族: 49,466米ドル - 性別 - 男性: 34,346米ドル - 女性: 25,909米ドル - 人口1人あたり収入: 29,794米ドル - 貧困線以下 - 対人口: 13.7% - 対家族数: 10.1% - 18歳未満: 17.5% - 65歳以上: 12.0% |

## 州政府の機関
サウスカロライナ州矯正省がコロンビア市と郡内に本部を置いており、幾つかの矯正施設を運営している。ブロード川矯正施設、グッドマン矯正施設、カミル・グリフィン・グラハム矯正施設、スティーブンソン矯正施設、およびキャンビル釈放前センターである。グラハム矯正施設には女性死刑囚を収容している。ブロード川矯正施設には、州の処刑室がある。1990年から1997年までは、ブロード川矯正施設に男性死刑囚を収容していた。

## 見どころ
- コンガリー国立公園
- マレー湖
- リバーバンクス動物園
- 150周年州立公園
- サウスカロライナ州立博物館
- マーティン・ルーサー・キング公園
- ウッドロウ・ウィルソン少年時代の家
- リッチランド郡公共図書館

## 都市と町
- コロンビア - 郡庁所在地
- フォレストエイカーズ
- アーカディアレイクス
- ブライスウッド
- イーストオーバー
- ケイシー（部分）
- アイアモ（部分）

### 未編入の町
| - セントアンドリューズ - デンツビル - アーサータウン - バレンタイン - ボイデンアーバー - キャピトルビュー - オークレア - ガズデン - ハービソン - ヒルトン - ホプキンス - ホレルヒル - キリアン - キングビル - レイクマレー | - リーズバーグ - ライクス - マウンテンブルック - オリンピア - ポンティアック - リバーサイド - スプリングヒル - ステイトパーク - ウォータリー - ウィンザーエステイツ - ホワイトロック - ウッドフィールド - フェアウォルド |

### 地域
- ダッチフォーク
- ジャクソン砦
- インタウン
- ローワーリッチランド
- ノースイーストリッチランド
- アッパーリッチランド

## 川と湖
- ブロード川
- コンガリー川
- マレー湖
- リトル川
- サルーダ川
- ウォータリー川

## 交通
郡内の公共交通はセントラル・ミッドランズ地域交通公社が担当している。